# CT Piauhy (CT-3)
O CT Piauhy é um contratorpedeiro da Classe Pará da Marinha do Brasil.
Foi encomendado em 1906, fazendo parte do Plano Naval daquela época que modernizou a Armada do Brasil. O navio fez parte da Divisão Naval em Operações de Guerra (DNOG), que tinha como missão o patrulhamento do Oceano Atlântico, com foco no combate aos submarinos alemães (U-boats) durante a Primeira Guerra Mundial. Durante a Segunda Guerra Mundial participou da defesa do porto do Rio de Janeiro.